# یرمی فریمپونگ
یرمی فریمپونگ (زاده ۱۰ دسامبر ۲۰۰۰) بازیکن حرفه‌ای فوتبال اهل هلند است که در پست دفاع راست برای باشگاه فوتبال لیورپول، از باشگاه‌های شاغل در لیگ برتر انگلستان به میدان می‌رود.

## دوران حرفه‌ای

### منچسترسیتی
فریمپونگ در سن ۹ سالگی به منچسترسیتی پیوست و با حضور منظم در لیگ برتر ۲ و لیگ جوانان یوفا در رده‌های جوانان باشگاه پیشرفت شایانی کرد.

### سلتیک
در ۲ سپتامبر ۲۰۱۹، فریمپانگ قراردادی چهار ساله با سلتیک امضا کرد. در اواخر همان ماه، او اولین بازی حرفه‌ای خود را در برابر پارتیک تیستل در یک چهارم نهایی جام اتحادیه اسکاتلند انجام داد. او خیلی زود تأثیر گذار نشان داد و در اولین بازی خود جایزه بهترین بازیکن مسابقه را به دست آورد و به بازیکنی ثابت در تیم اصلی تبدیل شد.
سرعت و مهارت او مورد توجه رسانه‌ها قرار گرفت و باعث محبوبیت او در بین هواداران سلتیک شد. در ژوئن ۲۰۲۰، فریمپانگ به عنوان بهترین بازیکن جوان سال سلتیک برای فصل ۲۰۲۰–۲۰۱۹ توسط هواداران این باشگاه انتخاب شد.

### بایرلورکوزن
در ۲۷ ژانویه ۲۰۲۱، فریمپانگ با تیم آلمانی بایر لورکوزن قراردادی با مبلغی نامشخص و مدت زمان چهار سال و نیم امضا کرد.

### لیورپول
پس از یک انتظار نسبتاً کوتاه، انتقال جرمی فریمپونگ به لیورپول رسمی شد. باشگاه لیورپول اعلام کرد که برای جذب جرمی فریمپونگ، مدافع راست بایرلورکوزن، هزینه بند فسخ ۳۵ میلیون یورویی او را پرداخت کرده است. قرارداد ملی‌پوش هلندی با قرمزهای مرسی‌ساید ۵ ساله خواهد بود و به‌زودی، به‌عنوان جانشین ترنت الکساندر آرنولد، بازیکن جدید رئال مادرید، در آنفیلد معارفه خواهد شد.
فریمپونگ پس از پشت‌سر گذاشتن تست‌های پزشکی، روز جمعه ۳۰ مه ۲۰۲۵ در مرکز تمرینی باشگاه لیورپول، قرارداد بلندمدتی را با قهرمان لیگ برتر انگلستان امضا کرد.